# Схонселхоф
Схонселхоф (нидерл. Antwerpen Schoonselhof) — городское кладбище и военный мемориал в Антверпене (Бельгия). Кладбище находится на голландскоговорящей территории.
Схонселхоф состоит из еврейской части и военного мемориала с могилами более чем тысячи бельгийских солдат и 1557 солдат и офицеров воинских частей Британского содружества, погибших в годы Первой и Второй мировых войн. Здесь также похоронены несколько десятков солдат союзнических войск из Франции, Италии, Польши и России. Прах немецких солдат — жертв обеих мировых войн был передан властям Германии.
Землю под Схонселхоф город выкупил в 1911 году. Официальное открытие кладбища состоялось 1 сентября 1921 года. В 1936 году соседнее старое кладбище Киль было закрыто, и в 1938 году многие памятники оттуда перенесены на Схонселхоф. Некрополь создавался по плану знаменитого гамбургского кладбища. Территория вокруг Схонселхофа в 1943 году была объявлена ландшафтным памятником. В 1992 году кладбищу предоставили охранный статус памятника архитектуры.

## Известные люди, похороненные на кладбище

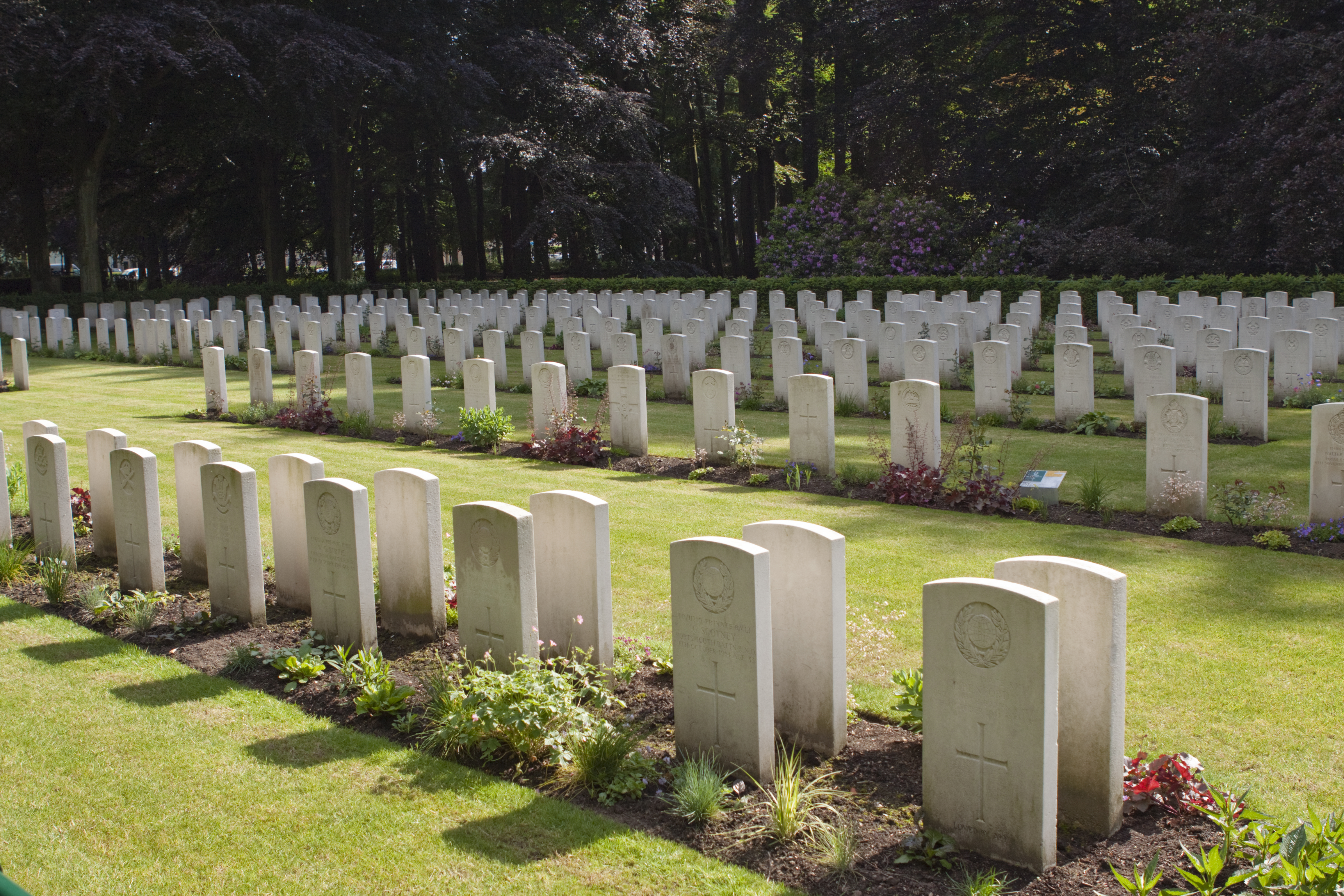

- Бакелманс, Лоде (1879–1965) – бельгийский писатель.
- Бенуа, Петер (1834—1901) — бельгийский композитор.
- Блокс, Ян (1851—1912) — бельгийский композитор, дирижёр.
- Верла, Мишель Мари Шарль (1824—1890) — бельгийский художник.
- Гюисманс, Камиль (1871—1968) — бельгийский политический деятель, премьер-министр Бельгии.
- Лейс, Хендрик (1815—1869) — бельгийский художник.
- Лериус, Жозеф ван (1823—1876) — бельгийский художник.
- Конинк, Херман де (1944—1997) — фламандский поэт, журналист, эссеист.
- Остайен, Пол ван (1896—1928) — бельгийский поэт.
- Герард Йозеф Портилье (1856—1929) — бельгийский художник.
- Виллем Элсхот (1882—1960) — бельгийский писатель XX века.